# Ernst Plaum
Ernst Plaum (* 17. April 1940 in Hammelburg) ist ein deutscher Psychologe und Gestalttheoretiker und inzwischen emeritierter Professor für Psychologie der Katholischen Universität Eichstätt.

## Leben
Plaum studierte Psychologie an den Universitäten Würzburg, Marburg und schließlich Göttingen, wo er sein Psychologie-Diplom bei dem Gestaltpsychologen Kurt Gottschaldt machte. 1975 promovierte er in Göttingen auch zum Dr. rer. nat. Danach arbeitete er als wissenschaftlicher Assistent an der Universität Konstanz, wo er sich auch habilitierte (Venia legendi für Psychologie). 1983 wurde er als Professor für Differentielle und Persönlichkeitspsychologie und Psychodiagnostik an die Katholische Universität Eichstätt-Ingolstadt berufen, wo er bis zum Eintritt in den Ruhestand im Jahr 2005 in Forschung und Lehre tätig war. Seine Arbeitsschwerpunkte waren Grundprobleme der Psychologie, insbesondere der Psychodiagnostik, sowie Geschichte der Psychologie.
Plaum leitete viele Jahre lang die Fachgruppe Psychologisch-Klinische Diagnostik der Sektion Klinische Psychologie im Berufsverband Deutscher Psychologinnen und Psychologen (BDP) und war Mitglied des Testkuratoriums der Föderation Deutscher Psychologenvereinigungen. Einige Jahre gehörte er dem Vorstand der internationalen multidisziplinären Gesellschaft für Gestalttheorie und ihre Anwendungen an. Er ist beratender Herausgeber der Zeitschrift Gestalt Theory und Mitherausgeber des ersten Bandes des Handbuchs zur Gestalttheorie (2008). 2011 wurde Plaum von der schweizerischen Dr. Margrit Egnér-Stiftung in Zürich für seine Verdienste auf dem Gebiet der anthropologischen Psychologie ausgezeichnet.

## Schriften (Auswahl)
- 1982: Diagnostik zwischen Grundlagenforschung und Intervention: Versuche einer Standortbestimmung. Weinheim: Beltz. ISBN 978-3-407-86006-4
- 1986: Leistungsmotivationsdiagnostik auf handlungstheoretischer Basis: Entwicklung eines neuen Untersuchungsverfahrens und erste Ergebnisse zur Validitat (Beltz Forschungsberichte). ISBN 3-407-58282-X
- 1992: Psychologische Einzelfallarbeit. Verlag Lucius & Lucius. ISBN 3-432-99701-9
- 1996: Einführung in die Psychodiagnostik. WBG (Wissenschaftliche Buchgesellschaft), ISBN 3-534-12181-3
- 2008: mit Hellmuth Metz-Göckel, Ferdinand Herget und Jürgen Kriz Herausgeber von: Gestalttheorie aktuell. Handbuch zur Gestalttheorie (Band 1). Wien: Krammer, ISBN 3-901-81136-2
- 2009: mit Florian Heinrich: Fragwürdige Fragebögen: Paradigmatische Untersuchungen zur Gewalt in Schulen. Wiesbaden: VS Verlag für Sozialwissenschaften, ISBN 978-3-531-16534-9
- 2019: mit Peter Schönknecht: Diagnostik und Ethik. Göttingen: Vandenhoeck & Ruprecht, ISBN 978-3-525-45242-4